# Cophixalus timidus
Espèce
Statut de conservation UICN

 DD  : Données insuffisantes
Cophixalus timidus est une espèce d'amphibiens de la famille des Microhylidae.

## Répartition
Cette espèce est endémique de la province de Baie Milne en Papouasie-Nouvelle-Guinée. Elle n'est connue que sur le versant nord du mont Simpson, entre 1 400 et 2 500 m d'altitude,.

## Publication originale
- Kraus & Allison, 2006 : Three new species of Cophixalus (Anura: Microhylidae) from southeastern New Guinea. Herpetologica, vol. 62, no 2, p. 202-220 (texte intégral).